# Mario Lessona
Mario Lessona (Genova, 18 dicembre 1855 – Torino, 25 dicembre 1911) è stato uno zoologo e malacologo italiano.

## Biografia
Mario Lessona nasce a Genova, figlio del famoso zoologo e senatore Michele Lessona e di sua moglie Adele Masi Lessona, molto coinvolta nel lavoro del marito, in particolare nel fare traduzioni. Figlio di Adele Lessona da un precedente matrimonio fu il pittore e malacologo Carlo Pollonera, con il quale Mario pubblicò una monografia sulle lumache italiane. Mario fu anche coautore di vari lavori scientifici con il cognato, lo zoologo e senatore Lorenzo Camerano.
Negli anni ottanta del XIX secolo Lessona ricoprì l'incarico di assistente alla cattedra di zoologia all'Università di Messina, per poi insegnare storia naturale nelle scuole secondarie di Venezia e Carmagnola. Nel decennio successivo lavora come insegnante nel collegio Fornaris-Marocco di Torino. Ha pubblicato studi sulla malacologia e sull'anatomia comparata, oltre a scrivere diversi libri di storia naturale e geografia per le scuole. Ha inoltre curato e tradotto ulteriori pubblicazioni scientifiche.
Di seguito sono elencati alcuni taxa classificati da Lessona.
- Ariunculus Lessona, 1881[5]
- Tandonia Lessona & Pollonera, 1882[3]
- Ariunculus isselii Lessona & Pollonera, 1882[3]
- Ariunculus speziae Lessona, 1881[5]
- Deroceras panormitanum (Lessona & Pollonera, 1882)[3]
- Falkneria camerani (Lessona, 1880)[4]
- Lehmannia melitensis (Lessona & Pollonera, 1882)[3]
- Lehmannia rupicola Lessona & Pollonera, 1882[3]
- Limax subalpinus Lessona, 1880[4]
- Limax veronensis Lessona & Pollonera, 1882[3]
- Phenacolimax stabilei (Lessona, 1880)[4]

| Lessona è l'abbreviazione standard utilizzata per le specie animali descritte da Mario Lessona. Categoria:Taxa classificati da Mario Lessona |